# Aria Wallace
Aria Wallace (ur. 3 listopada 1996 w Atlancie) – amerykańska aktorka
Pierwszy raz wystąpiła w serialu telewizyjnym The Bernie Mac Show. Od tamtego czasu wystąpiła w serialach telewizyjnych m.in. Carnivale, Czarodziejki, Różowe lata siedemdziesiąte, Potyczki Amy, What Should You Do? i iCarly.
W 2005 roku zadebiutowała w filmie Idealny facet u boku Hilary Duff i Heather Locklear.
Wystąpiła w  Roxy Hunter i duch i innych filmach z serii Roxy Hunter.

## Filmografia
- 2008: Roxy Hunter i mityczna syrenka – Roxy Hunter
- 2008: Roxy Hunter i straszny Halloween – Roxy Hunter
- 2008: Roxy Hunter i tajemnica szamana – Roxy Hunter
- 2007: Roxy Hunter i duch – Roxy Hunter
- 2007: Christmas in Paradise – Nell
- 2007: iCarly – Mandy
- 2005: CSI: Kryminalne zagadki Nowego Jorku – Emily Dickerson
- 2005: Idealny facet – Zoe Hamilton
- 2005: Gotowe na wszystko – Lily Stevens
- 2002–2005: The Bernie Mac Show – Lara
- 2004: The Tonight Show with Jay Leno – mała dziewczynka
- 2004: Życie przede wszystkim – Emma Millbrook
- 2004: Potyczki Amy – Jessica Adelstein
- 2004: What Should You Do? – Amy
- 2003: Różowe lata siedemdziesiąte – mała dziewczynka #2
- 2003: Carnivale – Polly Ann
- 2003: Czarodziejki – płacząca mała dziewczynka